# Dissipatore (elettronica)

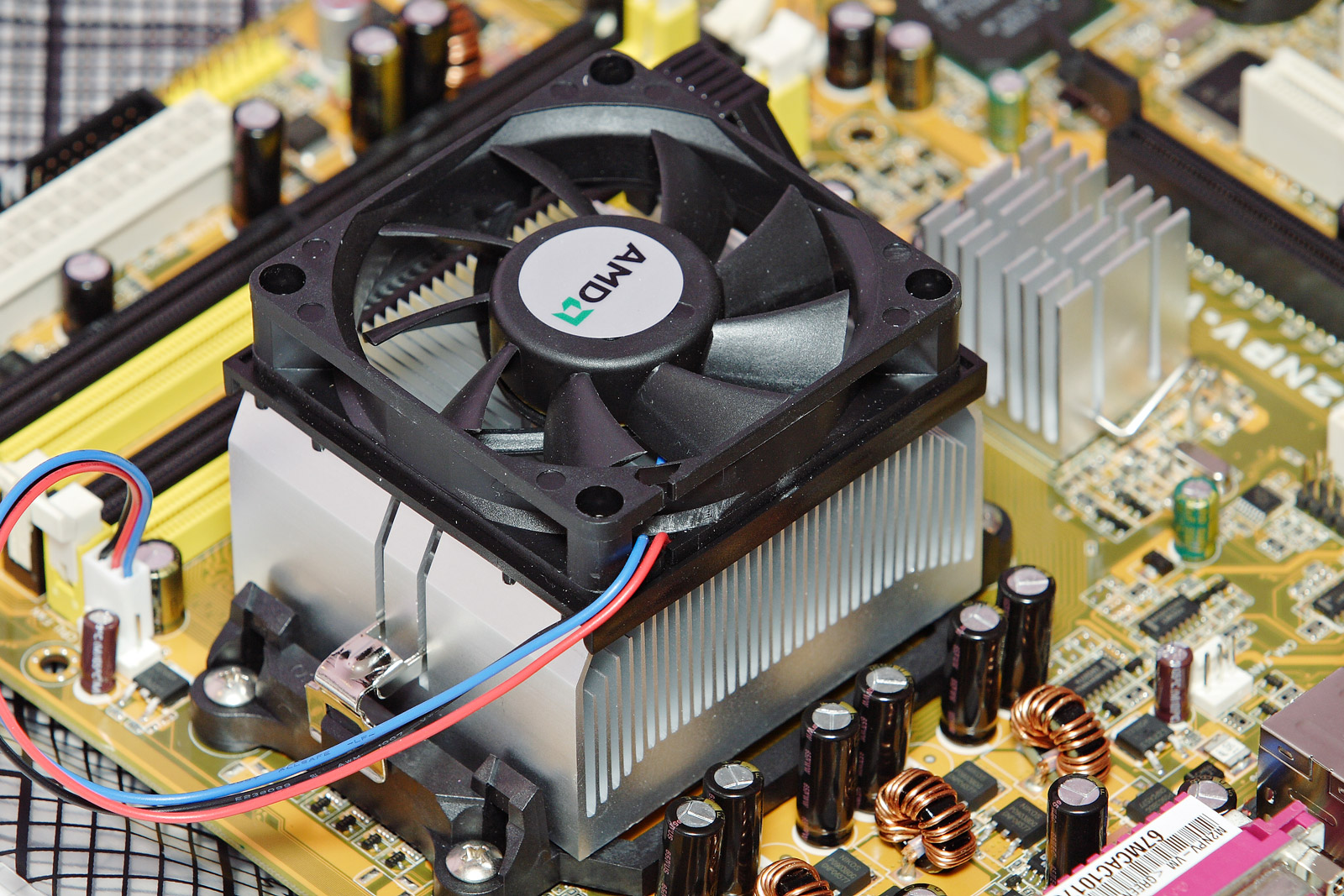
Un dissipatore attivo (da una ventola) usato per raffreddare la CPU in una scheda madre di un PC. Alla sua destra è presente un piccolo dissipatore passivo usato per raffreddare il northbridge della scheda madre.

Un dissipatore, in elettronica, è un dispositivo, montato generalmente su una scheda elettronica, che consente l'abbassamento della temperatura dei componenti elettrici e/o elettronici presenti che sprigionano calore, come transistor e processori, evitando che il surriscaldamento degli stessi ne provochi il malfunzionamento, l'arresto o addirittura la fusione. Infatti, le temperature limite dei dispositivi elettronici attivi si aggirano mediamente sui 150 °C e senza adeguati dissipatori potrebbero essere raggiunte in pochi secondi.

## Descrizione
I materiali utilizzati sono il rame e l'alluminio; il primo viene impiegato nei casi dove occorra la massima efficienza nel trasferimento termico, accettandone il maggior costo e il maggior peso specifico, l'alluminio è molto più diffuso e viene scelto per condizioni operative meno impegnative.
Nel caso di dissipatori per microprocessori, solitamente è configurato a lamelle per aumentare l'efficienza nella sottrazione di calore (aumento rapporto superficie/volume), e ulteriormente accoppiato con una ventola di raffreddamento mossa da un piccolo motore elettrico (collegato direttamente alla scheda madre) che fornisce un flusso di aria di ventilazione.
Ne esistono di molte altre forme, conformate in funzione dei componenti a cui devono essere applicati, in alcuni casi, prevalentemente apparecchiature voluminose sviluppanti molto calore, costituiscono parte portante del telaio stesso. Il principio sfruttato è sempre quello di aumentare la superficie radiante per favorire la dispersione del calore per irraggiamento e convezione. Quando necessita efficienza estrema e minimo ingombro, si adotta la soluzione definita "ventilazione forzata", come nel caso delle CPU o della strumentazione elettronica professionale.
Particolare attenzione va rivolta all'accoppiamento meccanico tra il dispositivo generante calore e il dissipatore, per ottenere la massima efficienza, viene interposto tra le due superfici a contatto, una pasta termoconduttiva o resina conduttiva, o grasso conduttivo o pad termico, avente funzione di eliminare completamente il velo di aria inevitabilmente presente che, essendo la stessa un pessimo conduttore termico, ne limiterebbe l'efficienza.

### Dissipatori attivi

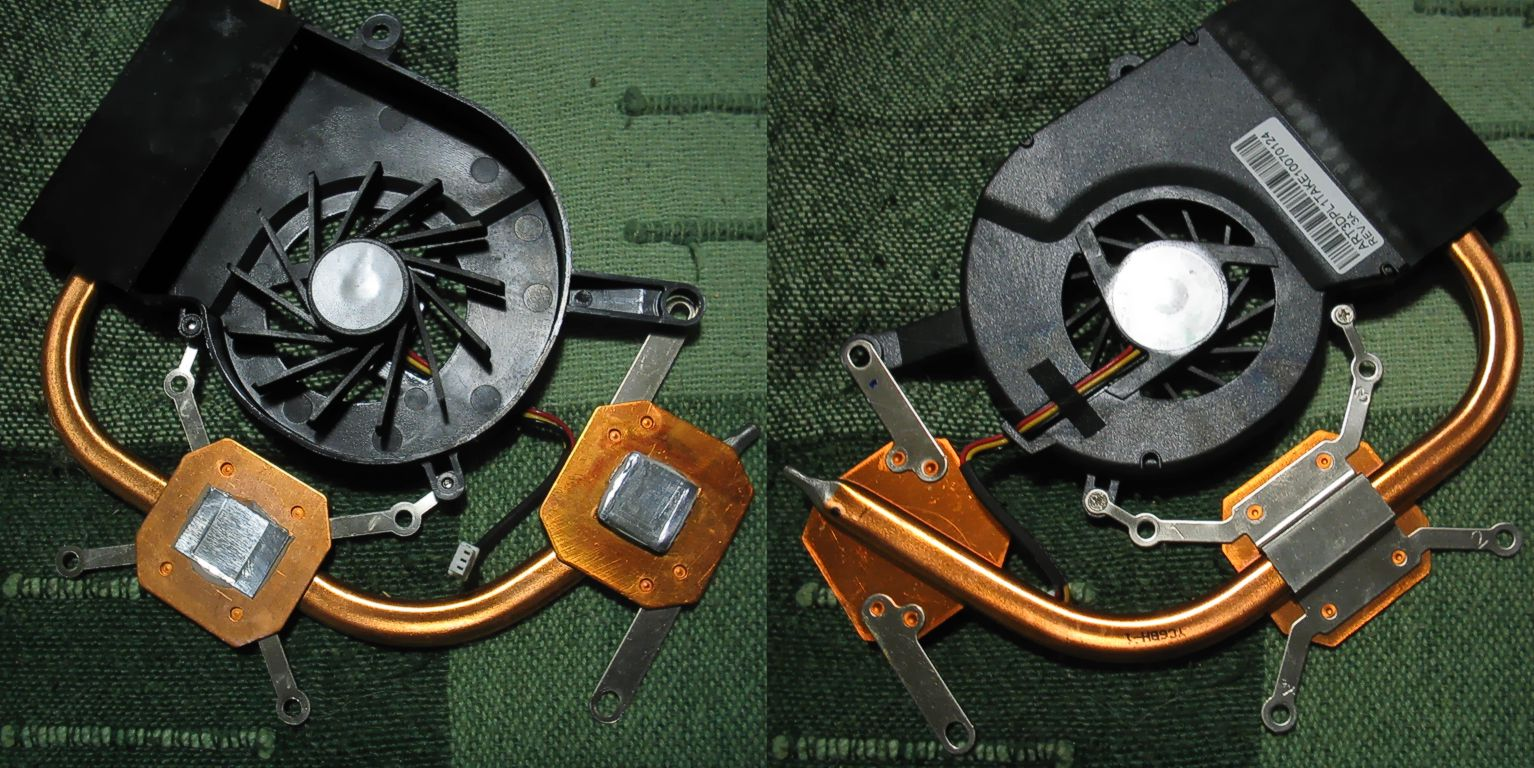
Dissipatore attivo per CPU e GPU di un portatile

Dispongono di un corpo dissipante alettato in alluminio o rame, attraverso il quale viene fatto passare un flusso d'aria generato da una ventola, che ne asporta il calore trasferendolo lontano dal componente.
È il sistema di raffreddamento di minore ingombro e più economico, e può essere più o meno rumoroso a seconda dell'efficienza del corpo dissipante, della velocità di rotazione della ventola e dalla qualità dei cuscinetti adottati.
Nel marzo del 2008, due scienziati statunitensi hanno realizzato un dissipatore per CPU in grado di creare una corrente d'aria senza l'uso di parti meccaniche in movimento, sfruttando il principio fisico dell'effetto corona. Il risultato è un sistema di ventilazione praticamente privo di emissioni acustiche e in grado di consumare solo una frazione dell'energia richiesta dai comuni dissipatori attivi.

### Dissipatori passivi

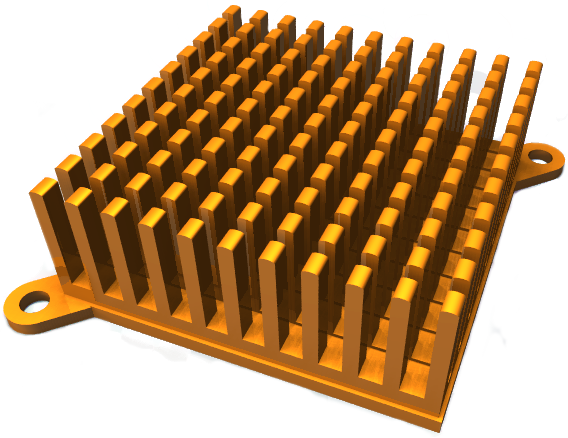
Rendering di un dissipatore passivo

Costituiti da lamelle in rame o alluminio molto ravvicinate, tenute insieme da una struttura portante, anch'essa in rame e/o alluminio. Le lamelle possono essere realizzate con procedimenti diversi: pressofusione dell'alluminio, ribattitura o saldatura delle stesse ad un blocco portante, o ricavate per fresatura dal pieno (il più costoso).
Il calore viene dissipato grazie alla conduttività termica del metallo utilizzato ed alle correnti convettive che si generano, per effetto della differenza di temperatura, nell'aria intorno al dissipatore. Per questo è molto importante che il dissipatore venga posizionato nel verso giusto: ovvero bisogna fare in modo che l'aria abbia la possibilità di scorrere in verticale lungo le superfici del dissipatore, perciò le alette del dissipatore devono essere orientate in verticale e mai in orizzontale.
Inoltre una parte di calore viene ceduta all'ambiente circostante attraverso il fenomeno dell'irradiazione. Qualsiasi corpo che si trovi a temperatura superiore a zero kelvin emette energia sotto forma di radiazione elettromagnetica, riducendo di conseguenza la sua temperatura. In condizioni di equilibrio ciascun corpo emette la stessa quantità di energia che riceve dagli oggetti circostanti (fra cui sono comprese, ad esempio, le pareti della stanza in cui questo si trova). Nel caso del dissipatore, per il fatto che questo si trova a temperatura superiore rispetto agli oggetti circostanti l'energia emessa è maggiore di quella ricevuta.
Il contributo dell'irradiazione alla dissipazione è predominante alle basse temperature e si può dire che sia praticamente l'unico mezzo di dissipazione di calore per i componenti elettronici comuni. Per i dissipatori in genere ha luogo un mix di scambio convettivo e irradiazione che viene raggruppato sotto la definizione di adduzione, a cui si riferiscono i coefficienti che solitamente si trovano in giro.
Questo sistema di raffreddamento, a parità di prestazioni è più ingombrante di un analogo sistema a ventilazione forzata, però ha il pregio di essere completamente silenzioso. È anche il metodo più affidabile, poiché non contempla alcuna parte in movimento che potrebbe essere soggetta a guasti.

## Dissipatori a liquido

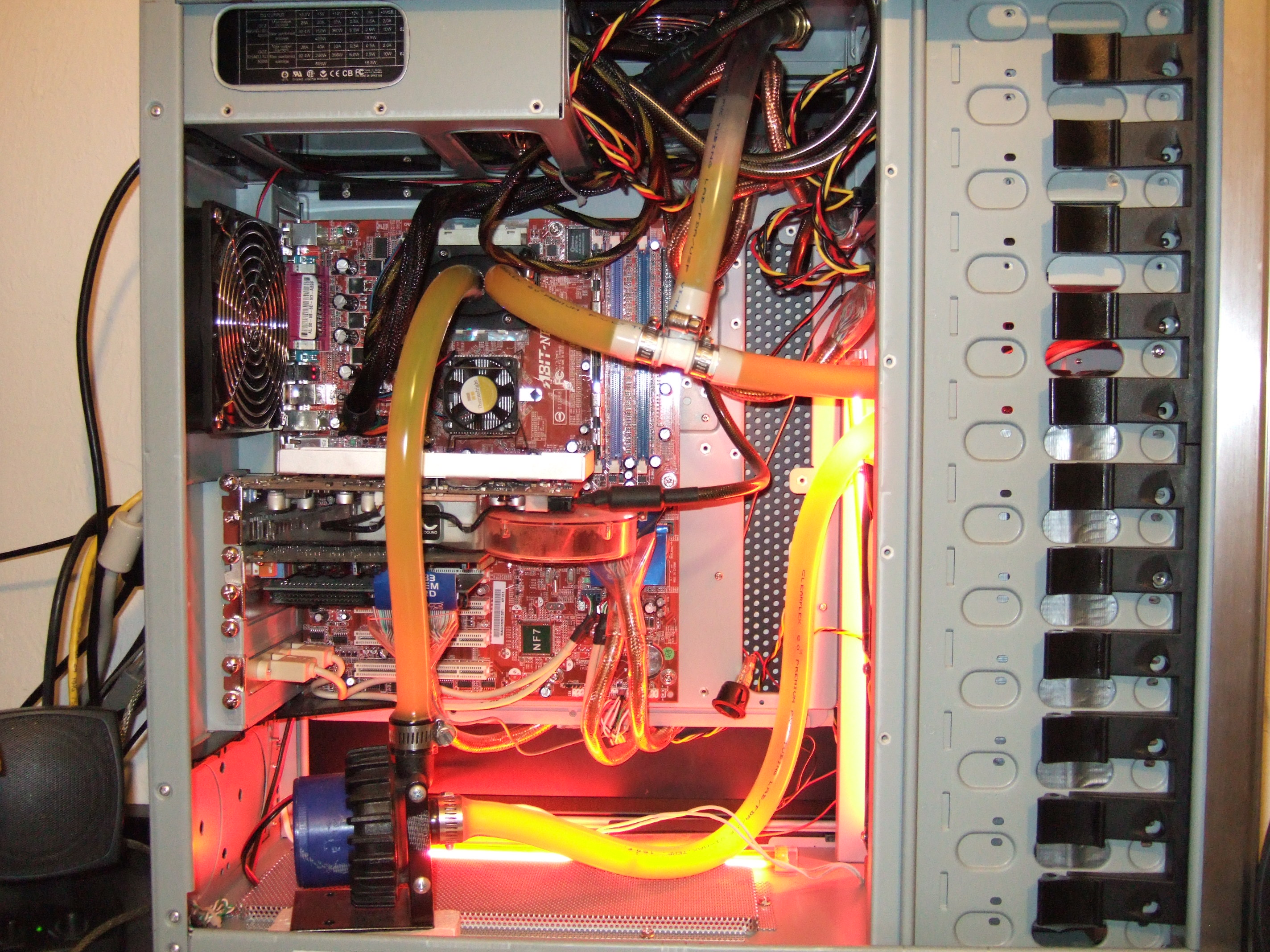
PC fisso con raffreddamento ad acqua

Questi dissipatori sono dei veri e propri piccoli impianti di raffreddamento dove il liquido (un mix di acqua distillata, antibatterico/antialghe, anticorrosivo, eventualmente antigelo e colorante) viene fatto circolare da una pompa e passa attraverso il waterblock, un blocco di metallo che ha lo scopo di assorbire il calore dal componente da raffreddare e trasferirlo al liquido in circolo il quale, fluendo attraverso un radiatore attraversato da un flusso d'aria generato da una o più ventole, viene infine disperso nell'ambiente.
Questo sistema di raffreddamento è il più efficace, ma anche il più costoso; inoltre bisogna effettuare manutenzione periodicamente cambiando l'acqua e pulendone i componenti.